# Graulhet
Graulhet là một xã trong tỉnh Tarn thuộc vùng Occitanie ở miền nam nước Pháp. Xã này nằm ở khu vực có độ cao trung bình 160 mét trên mực nước biển.
Đây là trung tâm thuộc da. Tại đây có sông Dadou.